# Тебердинский национальный парк
Теберди́нский национальный парк (до 16 августа 2021 года — Тебердинский государственный природный биосферный заповедник) — особо охраняемая природная территория в России. Располагается на северных склонах Большого Кавказа в пределах Карачаевского, Зеленчукского и Урупского районов Карачаево-Черкесской Республики.

## История
В начале XX века в Теберде было организовано лесничество, которому в 1925 году была поручена охрана курортной зоны с установлением в ее лесах неполного заповедного режима.
В январе 1935 году решением Карачаевского облисполкома был организован заповедник местного значения, а 5 марта 1936 года постановлением № 40 ВЦИК и Совета народных комиссаров РСФСР вынесено решение «Об образовании Тебердинского высокогорного акклиматизационного государственного полного заповедника». Этим постановлением воспрещается на всей территории заповедника эксплуатация леса, охота и рыбная ловля, но допускалось пользование пастбищами и курортное развитие территории.
В связи с изменением административных границ в январе 1944 года Тебердинский заповедника был передан в подчинение Управления по заповедникам Грузинской ССР.
В 1951 году он был подчинен Главному управлению по заповедникам при Совете Министров СССР.
С 1955 года Тебердинский заповедник находился в подчинении Министерства сельского хозяйства СССР, потом перешел в ведение Главного управления охотничьего хозяйства заповедников при Совете Министров РСФСР.
В 1986 году за успехи, достигнутые в проведении научных исследований и охране природы Главного Кавказского хребта заповедник награждён Почётной грамотой Президиума Верховного Совета РСФСР.
С 1991 года Тебердинский заповедник находился в подчинении Государственного комитета РФ по охране окружающей среды (Госкомэкология России).
С 2000 года Тебердинский заповедник находится в подчинении Министерства природных ресурсов и экологии Российской Федерации (Минприроды России).
В 1971 году от Тебердинского заповедника была отчуждена территория Домбайского туристического комплекса площадью 112,5 га.
В 1977 году от заповедника была отчуждена территория города Теберда, в 1979 году — территория Домбайского комплекса площадью 104 га.
В 1979 году был закрыт на основной территории последний маршрут на Бадукские озера.
С 2009 года под охрану Тебердинскому заповеднику передан Государственный природный заказник федерального значения «Даутский», площадью 74 900 га.
С 16 августа 2021 — Теберди́нский национальный парк.

## Состав национального парка
Состоит из двух участков: Тебердинского (66 059 га) в верховьях реки Теберды и Архызского (19 270 га) в районе реки Кызгыч, а также переданного заповеднику в 2010 году биосферного полигона (27 277 га), который соединил два кластерных участка между собой и с территорией Кавказского биосферного заповедника. Таким образом, общая площадь Тебердинского национального парка 112606 га. По периметру национального парка создана охранная зона шириной 5 км, к которой также отнесены территории г. Теберда, п. Домбай и некоторые федеральные дороги внутри парка.

## Природа
Расположен на северных склонах Главного Кавказского хребта.
31,7 % — территории занимают леса, 20 % — луга, 8,5 % — ледники, 38,4 % — скалы и осыпи, 0,7 % — воды.
В национальном парке парке насчитывается более 150 озёр. Славятся красотой, в частности, Бадукские озёра. Озёра небольшого размера, максимальная глубина озёр 30—50 м. Почти все озёра находятся на высотах свыше 2000 м (за исключением Туманлы-Гель и Каракёль), многие труднодоступны. Большинство из них появились при таянии ледников 200—1000 лет назад, за исключением озера Каракёль у города Теберда, которое возникло при отступлении древнего Тебердинского ледника 8-10 тысяч лет назад. Почти повсюду слышно журчание горных рек, ручьёв или шум водопадов. Реки на территории национального парка имеют снежное и ледниковое питание. Всего их 30. Протекая по крутым склонам, они часто образуют пороги и мощные водопады (Алибекский, Хутыйский). Самые крупные реки: Теберда, Аманауз, Алибек, Домбай-Ёльген (Домбай-Ульген), Гоначхир, Бадук, Уллу-Муруджу, а на Архызском участке — Кизгыч. На территории национального парка имеется 109 ледников общей площадью 74,3 км², крупнейшие из которых Алибекский, Аманаузский, Буульген, а также 530 лавиносбросов, из которых периодически зимой и весной срываются мощные снежные лавины.
Самая низкая точка национального парка — устье реки Джамагат — находится на высоте 1260 м. Самая высокая точка — гора Домбай-Ульген высотой 4047 м, другие крупные вершины в Тебердинской части заповедника — Бу-Ульген (3915 м), Джугутурлучат (3896 м), Эрцог (3863 м), Белалакая (3861 м), Софруджу (3781 м), Сулахат (3409 м). В Архызской части — Каракая (3893 м), Двуушка Главная (3620 м), Западная Каракая (3570 м). 85 % территории национального парка находится выше 2000 м над уровнем моря.

## Статус
Тебердинский национальный парк является природоохранным, научно-исследовательским и эколого-просветительским учреждением федерального значения. В 1994 году заповеднику вручён Диплом Совета Европы I степени. В 1997 году заповедник получил статус биосферного с включением в мировую сеть биосферных резерватов ЮНЕСКО.
С 16 августа 2021 — национальный парк.
Адрес: 369210, Карачаево-Черкесская Республика, город Теберда, Бадукский переулок, 1.

## Директора
- 1937—1973 — А. А. Барабанщиков[3]

## Флора и фауна
На территории национального парка произрастают 1207 видов сосудистых растений, 470 видов мхов, более 300 видов лишайников, более 100 видов наземных водорослей, 500 видов грибов. 272 являются эндемиками Кавказа. 26 видов занесены в Красную книгу России: пион Виттмана, первоцвет почколистный, бересклет карликовый, тис ягодный и другие.
В национальном парке обитают 46 видов млекопитающих, 225 видов птиц, 10 видов рептилий, 7 видов амфибий, 3 вида рыб и более 3000 видов насекомых. 31 вид животных входит в Красную книгу России. Например: зубр, кавказская выдра, сапсан, бородач, махаон, аполлон и др.

## Галерея

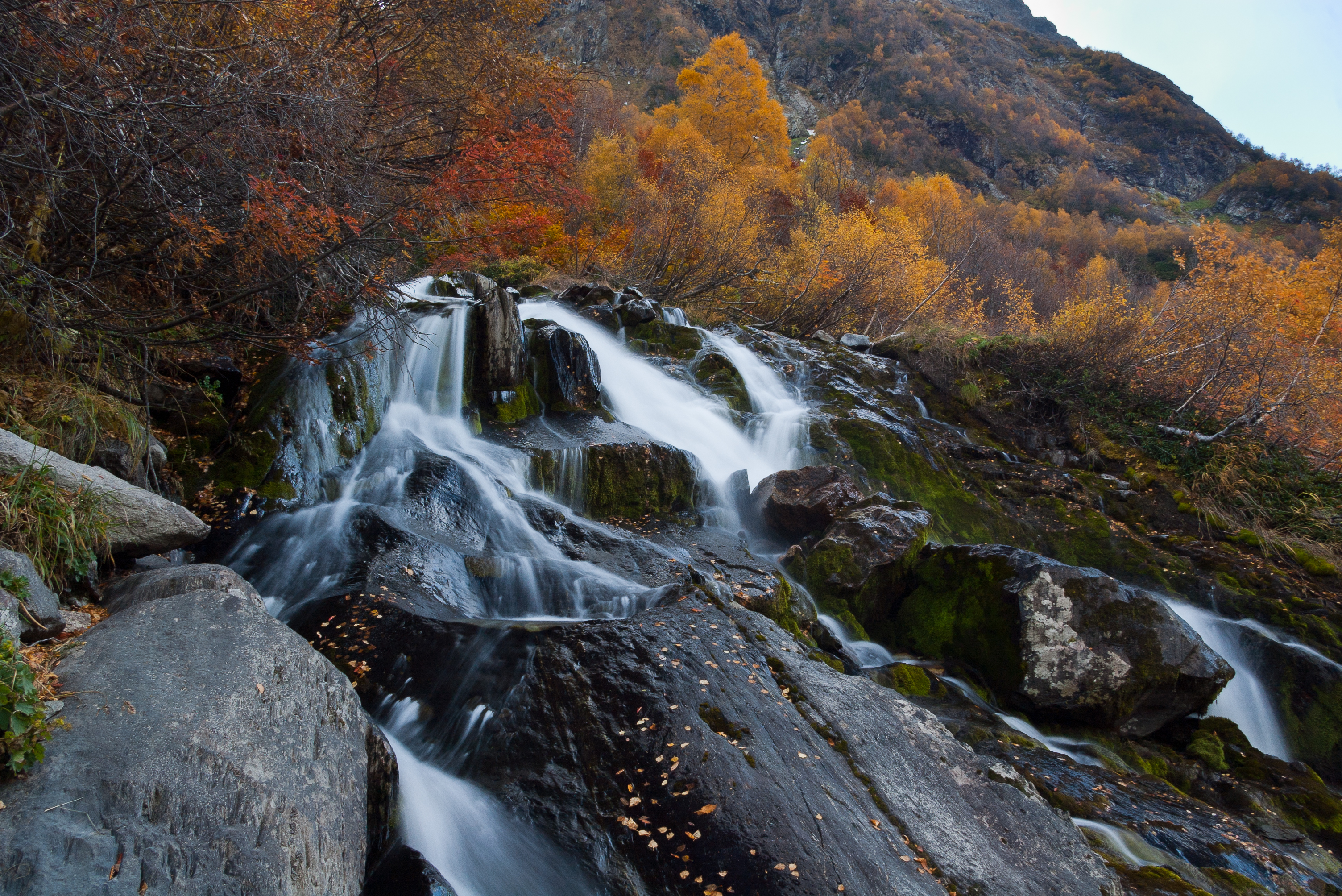
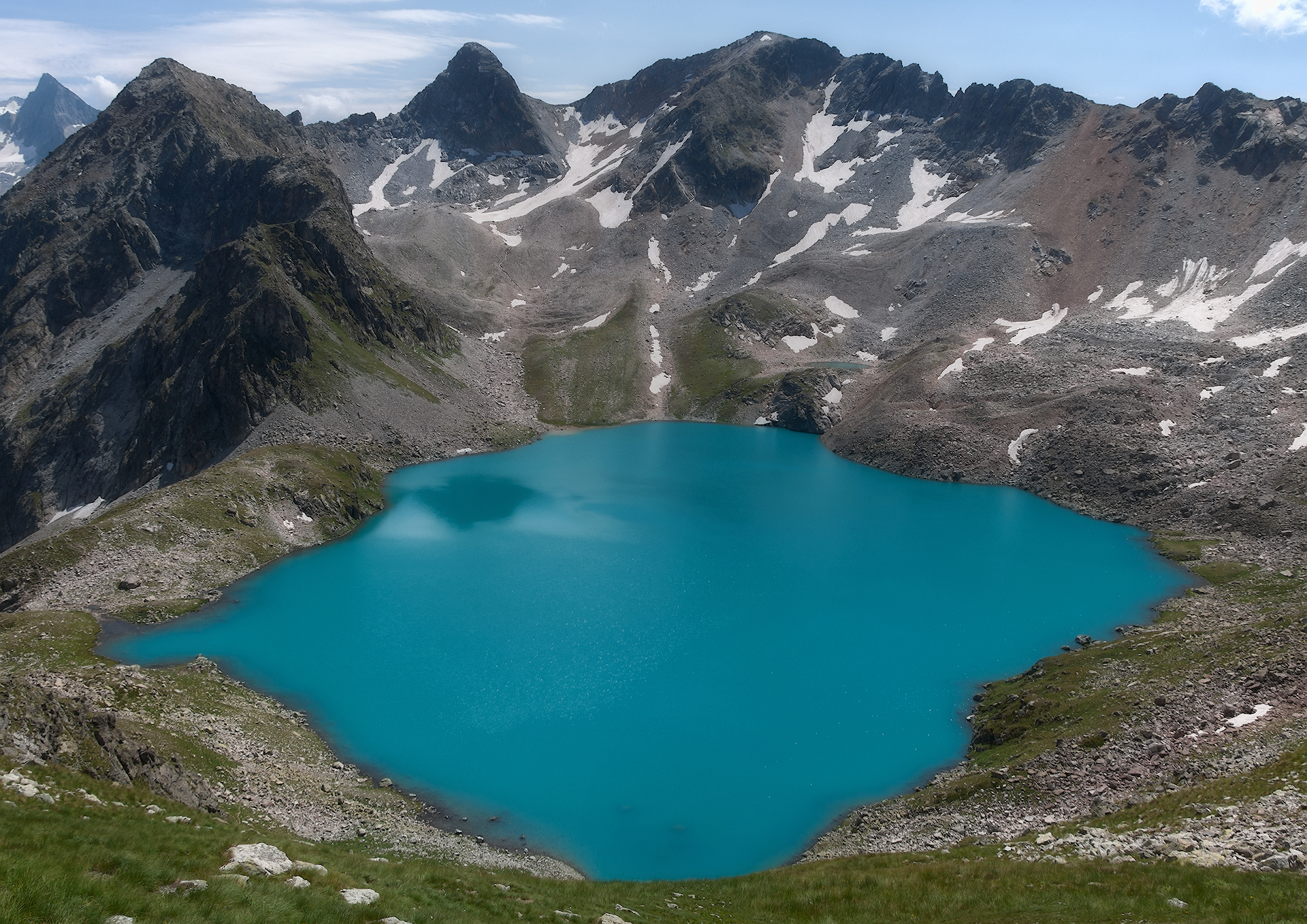
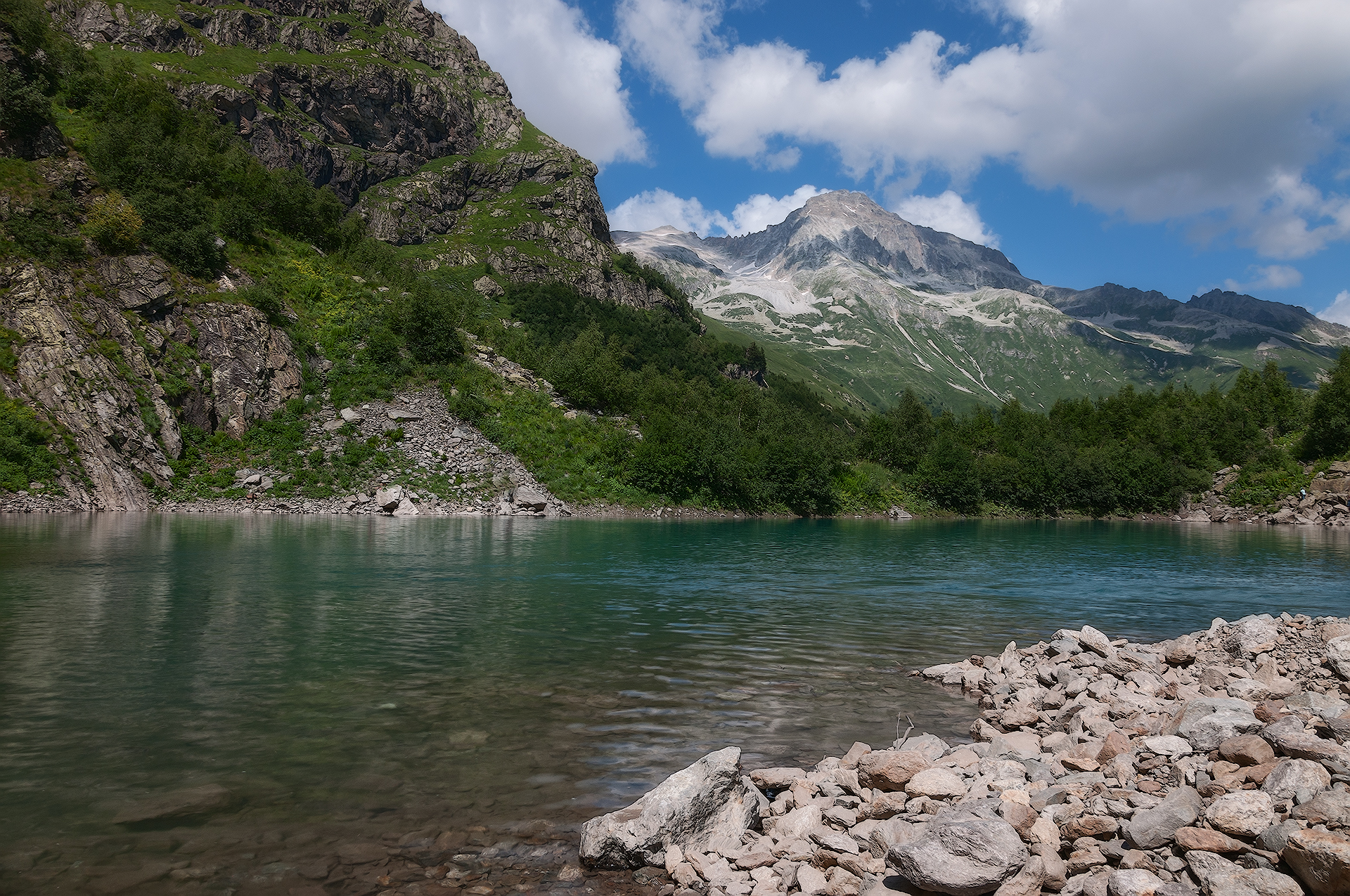
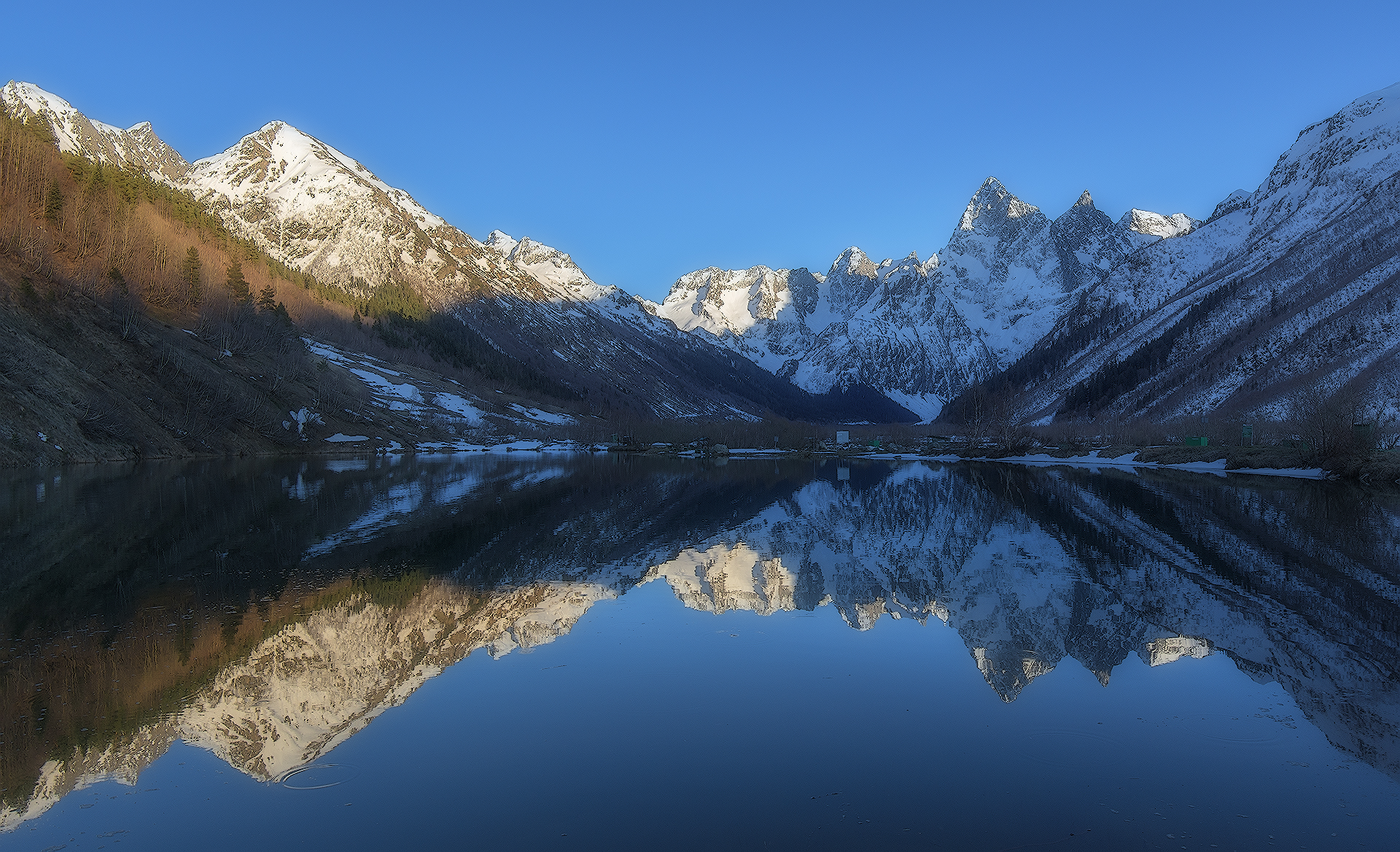
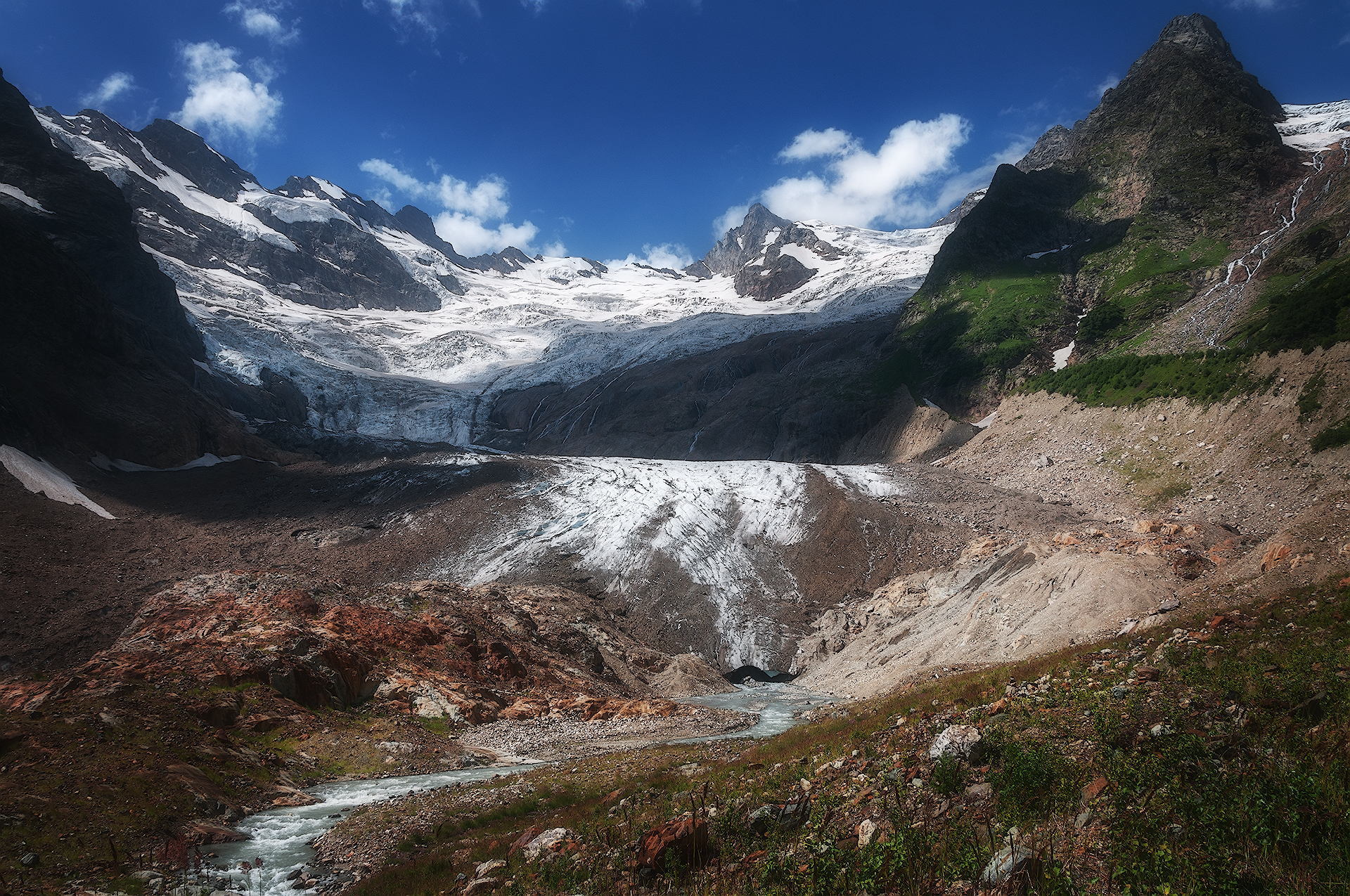
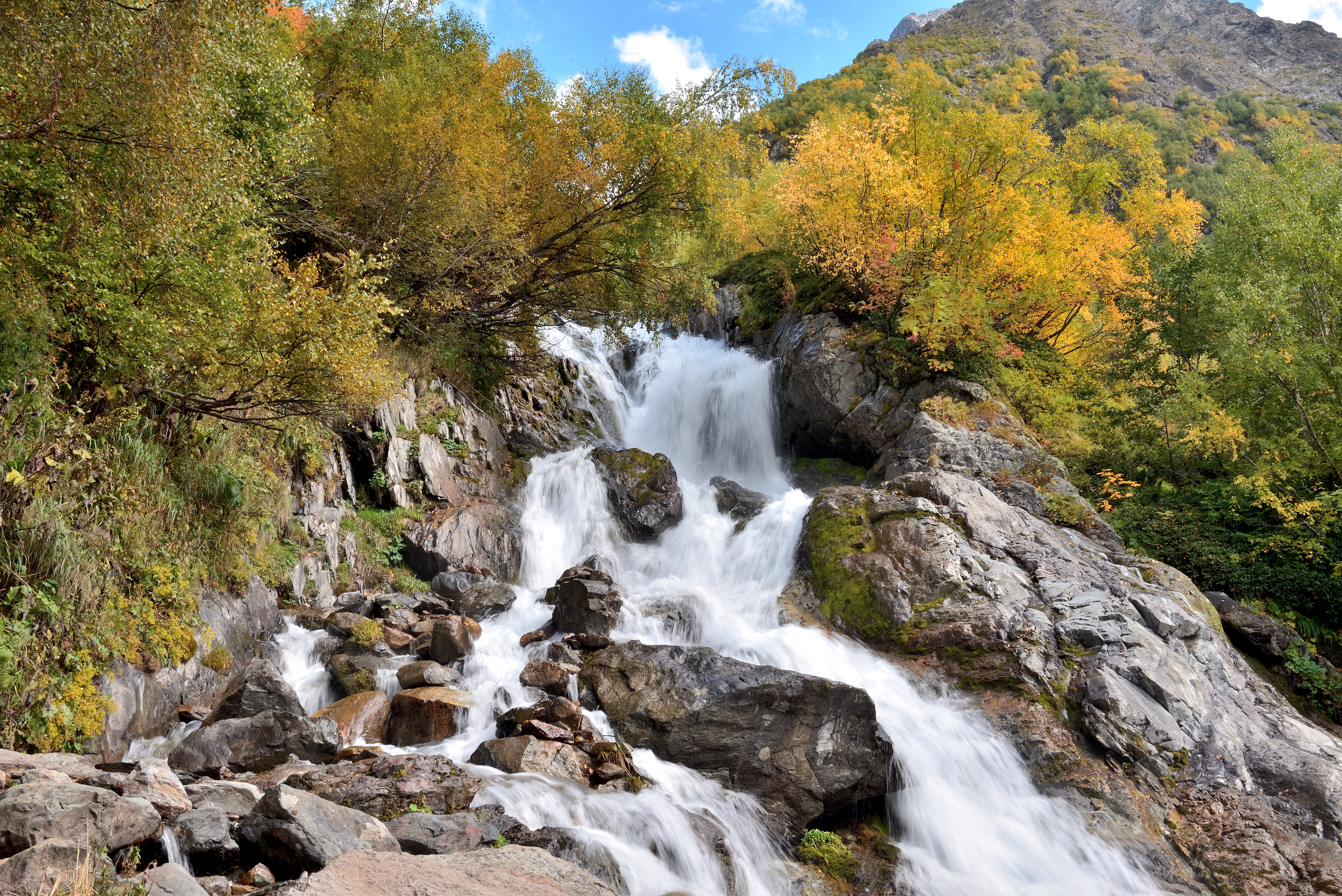
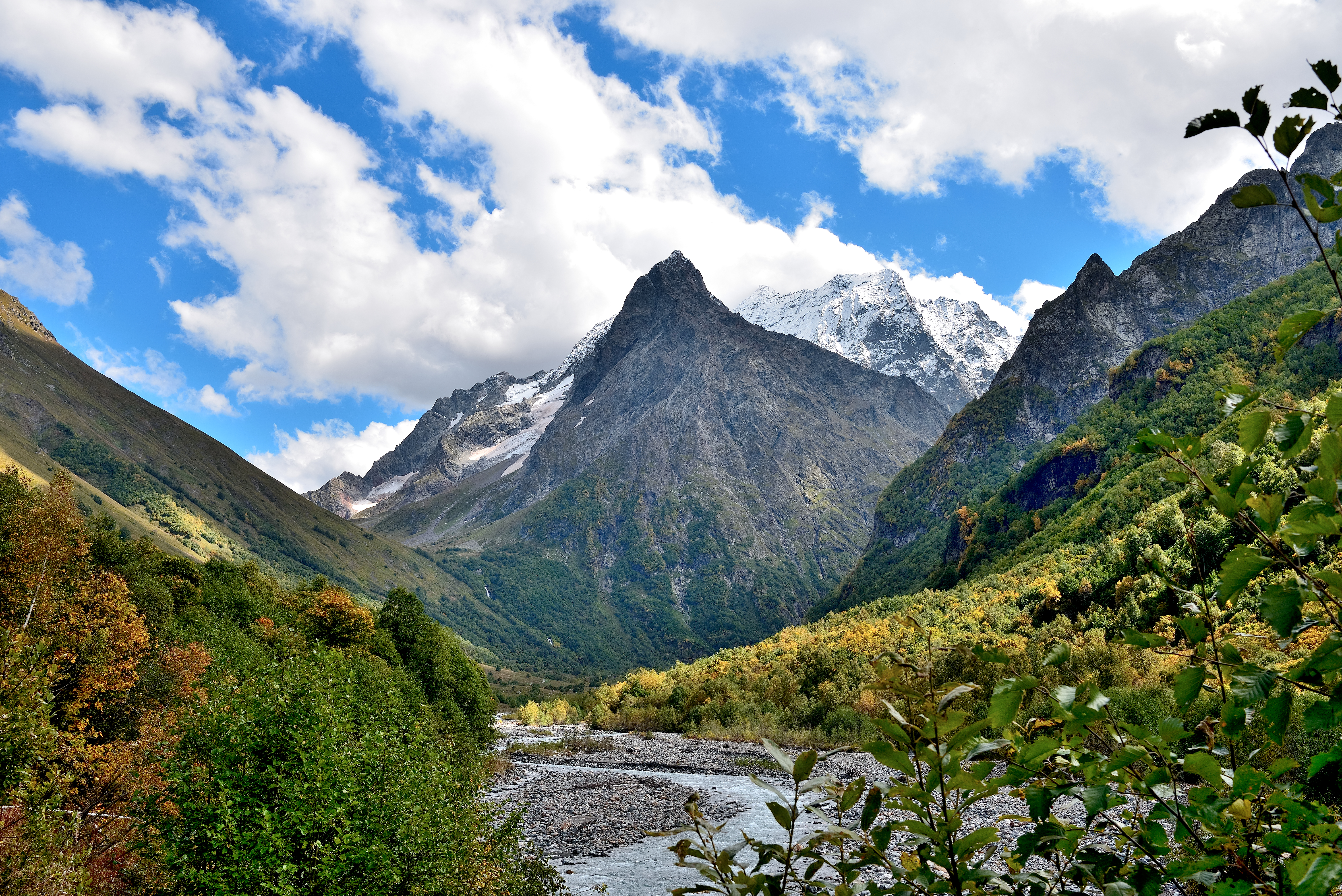
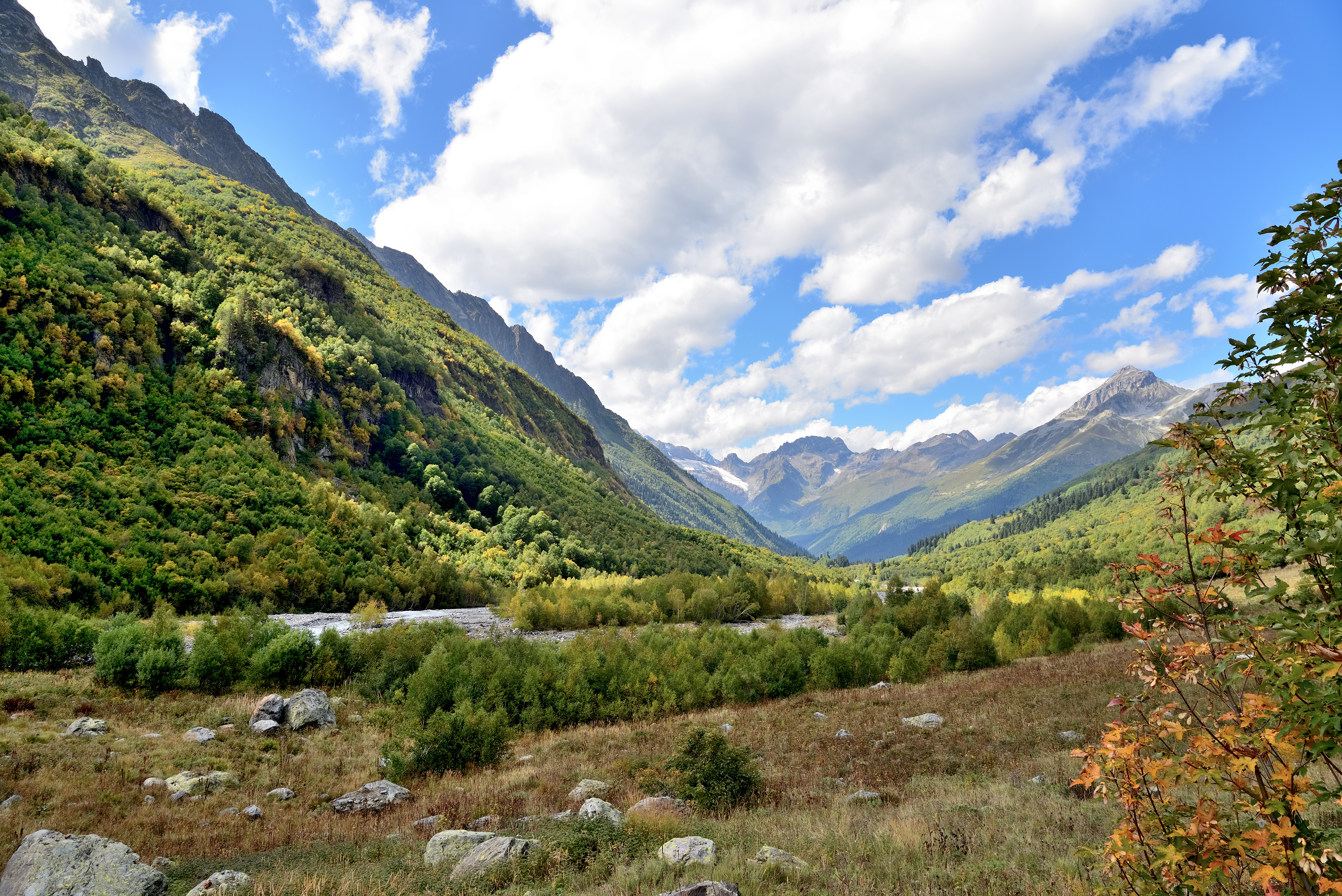
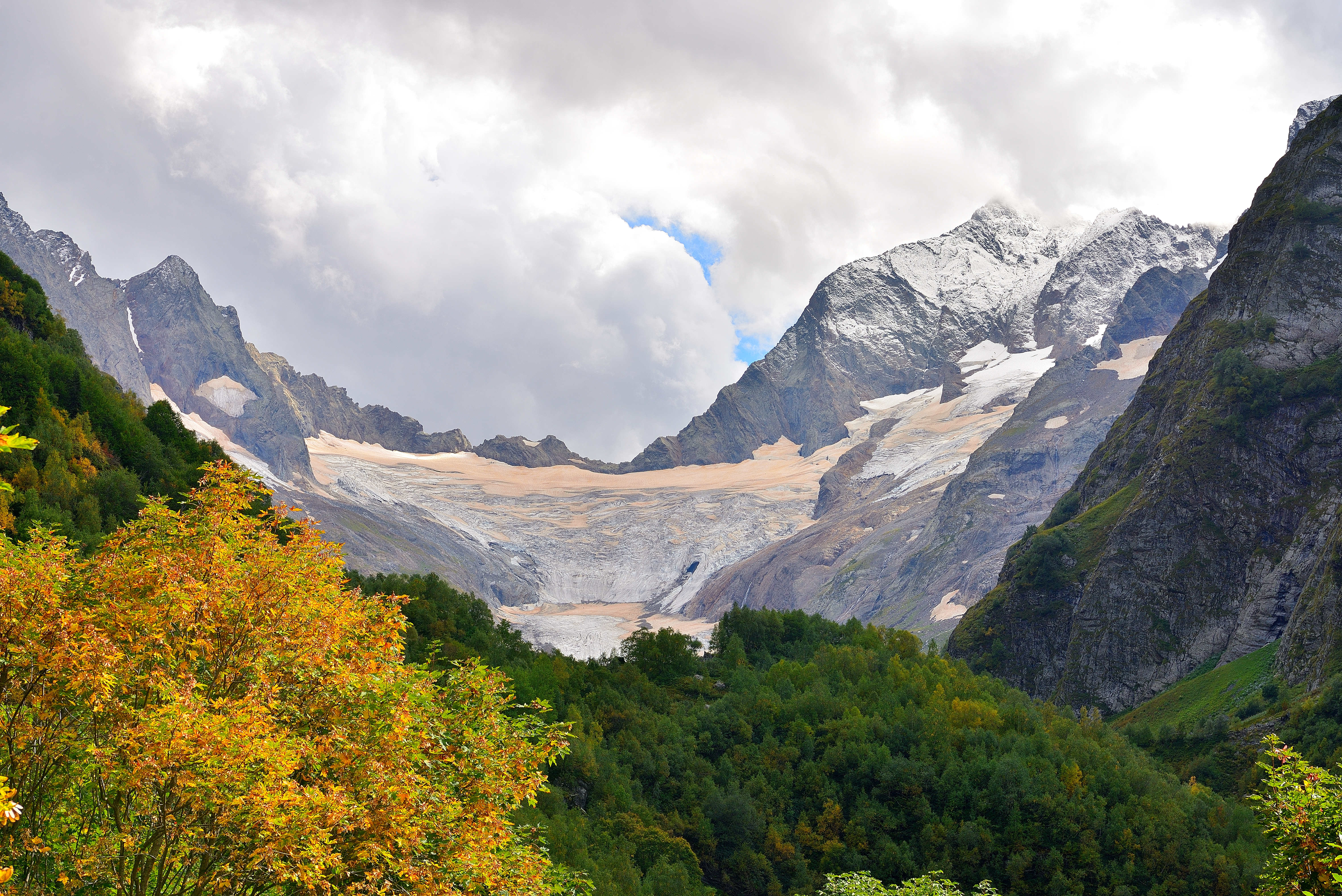